# 中国人民解放军陆军第一二二师
陆军第一二二师（英語：122th Army Division），是曾经存在于中国人民解放军陆军的一个师。

## 历史概述
该师前身为1945年11月编成的东北人民自卫军第2纵队第2支队，12月改为第2旅，1946年2月编为东北民主联军第4纵队第11旅，1946年7月改番号为第4纵队第11师。解放战争时期，参加了3次保卫本溪、鞍海、新开岭、四保临江，东北夏季、秋季、冬季攻势、辽沈、平津、衡宝、广西等战役战斗。
1985年，陆军第一二二师撤销，364团调归步兵第121师建制。

## 沿革[2]

### 前身
- 国民革命军第十八集团军山东军区第六师一部——（1945年8月-1945年11月）

### 现有编制
- 东北人民自卫军第二纵队第二支队——（1945年11月-1946年2月）
- 东北民主联军第四纵队第十一旅——（1946年2月-1946年7月）
- 东北民主联军第四纵队第十一师——（1946年7月-1948年11月）
- 中国人民解放军第四十一军第一二二师——（1948年11月-1985年4月）